# Aeroportul Kaili Huangping
Aeroportul Kaili Huangping (IATA: KJH, ICAO: ZUKJ) este un aeroport din Huangping County⁠(d), Qiandongnan Miao and Dong Autonomous Prefecture⁠(d), Guizhou, Republica Populară Chineză ce deservește zona Kaili City⁠(d). Aeroportul a fost tranzitat în 2022 de 36.812 pasageri. A fost deschis în 2 octombrie 2013.
aeroportul dispune de o singură pistă.